# Angels Cry
«Angels Cry» — песня, в исполнении американской R&B/поп певицы Мэрайи Кэри и певица Ne-Yo, была издана вторым синглом с альбома «Angels Advocate».

## Истоки
Оригинальная версия песни не содержит в себе привлеченного вокала и вошла в окончательный вариант альбома «Memoirs of an Imperfect Angel». Новая версия песни включает в себя вокал от Ne-Yo.
26 января 2010 года песня «Angels Cry (remix)» при участии Ne-Yo была официально добавлена в списки Rhythmic, Urban и Urban AC радиостанций. Так же трек был добавлен в список Mainstream Adult Contemporary радиостанции в начале февраля, и выпущен для продажи в iTunes Store — 23 февраля 2010 года. Кроме Соединенных Штатов, сингл выл издан в Австралии, Новой Зеландии, Японии и Великобритании в качестве ведущего сингла с альбома «Angels Advocate».

## Позиции в чартах
10 марта 2010 года сингл «Angels Cry» (при участии Ne-Yo) дебютировал и достиг максимума на 30 месте в чарте Hot AC Songs. Это второй раз, когда 2 песни певицы с одного альбома («Memoirs of an Imperfect Angel» и «Angels Advocate» рассматриваются как связанный проект) появляются в этом чарте, в данном случае с песней «I Want to Know What Love Is». В последний раз это случалось с альбомом «Butterfly», а именно с одноименной песней и «My All» (1997/98).
| Чарт (2010)                | Высшее место |
| -------------------------- | ------------ |
| Japan Hot 100              | 89           |
| Korean Singles Chart       | 72           |
| UK Singles Chart           | 81           |
| UK R&B Chart               | 28           |
| U.S. Adult Contemporary    | 26           |
| U.S. Hot R&B/Hip-Hop Songs | 90           |

## Хронология релиза
| Страна | Дата           |
| ------ | -------------- |
| Европа | 18 января 2010 |
| США    | 26 января 2010 |

| Страна         | Дата            | Формат           | Лейбл           |
| -------------- | --------------- | ---------------- | --------------- |
| Австралия      | 23 февраля 2010 | Digital download | Universal Music |
| Япония         | 23 февраля 2010 | Digital download | Universal Music |
| Новая Зеландия | 23 февраля 2010 | Digital download | Universal Music |
| Испания        | 23 февраля 2010 | Digital download | Universal Music |
| Канада         | 23 февраля 2010 | Digital download | Universal Music |
| США            | 23 февраля 2010 | Digital download | Island Records  |